# Момчето с раираната пижама
„Момчето с раираната пижама“ (на английски: The Boy in the Striped Pyjamas) е юношески роман на писателя Джон Бойн от 2006 г.

## Сюжет
Осемгодишният Бруно живее уютно в Берлин по време на Холокоста. Той обаче трябва да замине за малко село заради работата на баща си като войник. Един ден среща Шмуел, еврейско момче, което живее от другата страна на телената ограда облечен в раирана пижама. Въпреки срещуположните страни двете момчета стават най-добри приятели. Един ден Бруно решава да премине от другата страна и да облече раирана пижама. Всички евреи в лагера заедно с предрешения Бруно биват изгорени.